# Munster (Górny Ren)
Munster – miejscowość i gmina we Francji, w regionie Grand Est, w departamencie Górny Ren.
Według danych na rok 1990 gminę zamieszkiwało 4657 osób, 539 os./km². 
Miejscowość słynie z produkcji sera munster.